# Сенека (фильм)
«Сенека» («Сенека: О сотворении землетрясений», нем. Seneca – Oder: Über die Geburt von Erdbeben, англ. Seneca - On the Creation of Earthquakes) — художественный фильм немецкого режиссёра Роберта Швентке с Джоном Малковичем в заглавной роли. Его премьера состоялась 20 февраля 2023 года на 73-м Берлинском кинофестивале. Он вышел в прокат 23 марта 2023 года.

## Сюжет
Действие фильма происходит в Риме в I веке н. э. Главные герои — философ-стоик Луций Анней Сенека и его воспитанник, император Нерон.

## В ролях
- Джон Малкович — Луций Анней Сенека[1]
- Том Хандер — Нерон
- Луис Хофман — Луцилиус
- Джеральдина Чаплин — Сесилия
- Самуэль Финци — Статус
- Эндрю Кодзи — Феликс
- Мэри-Луиз Паркер — Агриппина
- Джулиан Сэндс — Руфус

## Премьера и восприятие
Первый трейлер фильма вышел в декабре 2022 года. Премьера состоялась 20 февраля 2023 года на 73-м Берлинском кинофестивале. 23 марта картина вышла в германский прокат.